# Stenobrimus
Stenobrimus is een geslacht van Phasmatodea uit de familie Heteropterygidae. De wetenschappelijke naam van dit geslacht is voor het eerst geldig gepubliceerd in 1906 door Redtenbacher.

## Soorten
Het geslacht Stenobrimus omvat de volgende soorten:
- Stenobrimus bolivari Redtenbacher, 1906
- Stenobrimus lumad Lit & Eusebio, 2010
- Stenobrimus tagalog Rehn & Rehn, 1939